# ح
ح（ハー, حاء）はアラビア文字の6番目に位置する文字。無声咽頭摩擦音 /ħ/ をあらわす。 フェニキア文字では /ħ/ と /x/ を区別することができなかったが、アラビア文字では点の数によって ح と خ を区別できるようになった。

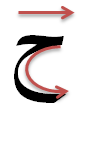
単独形の筆順

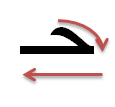
語頭形の筆順

フェニキア文字から受け継がれた文字のひとつで、元は「庭（حديقة）」を意味した。ヘブライ文字のח、ラテン文字の H に対応する。ギリシャ文字の Η、キリル文字の И とも同系統であるが、あとの二つは後に母音字になっている。

## 符号位置
| 文字 | Unicode | JIS X 0213 | 文字参照        | 名称 |
| ---- | ------- | ---------- | --------------- | ---- |
| ح    | U+062D  | ‐          | &#x62D; &#1581; | ハー |